# 小行星25793
小行星25793（25793 Chrisanchez）是一颗绕太阳运转的小行星，为主小行星带小行星。该小行星于2000年2月20日发现。

## 轨道参数
小行星25793的轨道半长轴为437 602 859 km，2.9251528 UA，离心率为0.083。